# Mara Salvia
Mara Salvia (23 ottobre 1960) è un'ex cestista italiana.
Ha giocato in Serie A1 con Frecce Azzurre e Verga Palermo.